# Cheated Hearts
"Cheated Hearts" je indie rocková skladba americké kapely, původem z New Yorku, Yeah Yeah Yeahs z jejich druhého alba nazvaného Show Your Bones. Skladba byla jmenována 10. nejlepší skladbou roku 2006 amerického magazínu NME.
Hudební videoklip k písni byl vytvořen jako koláž obrázků z rozlišných videoklipů, jež vytvořili fanoušci kapely z celého světa.
Skladba se umístila na 326. místě Nejlepších písní 2000's, seznamu vytvořeném Pitchforkem.

## Seznam skladeb
Heart-Shaped 7"
1. "Cheated Hearts" (Radio Edit) – 3:34
2. "Cheated Hearts" (Peaches Remix) – 5:13

UK Digital Single
1. "Cheated Hearts" (Radio Edit) – 3:34
2. "Thank You Were Wrong" – 6:10